# Carex acicularis
Espèce
Classification phylogénétique
Carex acicularis est une espèce de plantes du genre Carex et de la famille des Cyperaceae.